# Tres Lunas
Tres Lunas – studyjny album Mike’a Oldfielda z 2002. Zapis tytułu albumu często występuje w formie Tr3s Lunas. Utwór To Be Free wykonuje wokalistka Jude Sim. 

## Utwory
Na albumie znajdują się następujące utwory:
1. Misty – 3:59
2. No Mans Land – 6:08
3. Return to the Origin – 4:38
4. Landfall – 2:19
5. Viper – 4:32
6. Turtle Island – 3:40
7. To Be Free – 4:21
8. Fire Fly – 3:46
9. Tr3s Lunas – 4:35
10. Daydream – 2:15
11. Thou Art in Heaven – 5:22
12. Sirius – 5:47
13. No Mans Land (Reprise) – 2:56
14. To Be Free (Radio edit) – 3:56